# Barura
Barura (en bengali : বরুড়া) est une upazila du Bangladesh dans le district de Comilla. En 1991, on y dénombrait 310 778 habitants.